# Unité urbaine de Piolenc
L'unité urbaine de Piolenc est une unité urbaine française centrée sur la ville de Piolenc, dans le département de Vaucluse, en région Provence-Alpes-Côte d'Azur.

## Données générales
Dans le zonage réalisé par l'Insee en 1999, l'unité urbaine était composée de deux communes, Piolenc et Uchaux.
Dans le zonage réalisé en 2010, l'unité urbaine était toujours composée de deux communes, mais Mornas a remplacé Uchaux dans le périmètre.
Dans le nouveau zonage réalisé en 2020, elle est composée des deux mêmes communes.
En 2022, avec 8 209 habitants, elle représente la 8e unité urbaine du département du Vaucluse.
L'unité urbaine de Piolenc appartient à l'aire urbaine d'Avignon.

## Composition de l'unité urbaine en 2020
Elle est composée des deux communes suivantes :
| Nom                    | Code Insee | Département | Statut       | Superficie (km2) | Population (dernière pop. légale) | Densité (hab./km2) | Modifier                                    |
| ---------------------- | ---------- | ----------- | ------------ | ---------------- | --------------------------------- | ------------------ | ------------------------------------------- |
| Piolenc (ville-centre) | 84091      | Vaucluse    | ville-centre | 24,80            | 5 679 (2022)                      | 229                | modifier les données · modifier les données |
| Mornas                 | 84083      | Vaucluse    | banlieue     | 26,09            | 2 530 (2022)                      | 97                 | modifier les données · modifier les données |

## Évolution démographique
| 1968  | 1975  | 1982  | 1990  | 1999  | 2008  | 2013  | 2019  | 2020  |
| ----- | ----- | ----- | ----- | ----- | ----- | ----- | ----- | ----- |
| 3 287 | 3 783 | 4 996 | 5 917 | 6 505 | 6 966 | 7 477 | 7 832 | 7 915 |